# Fatimiden

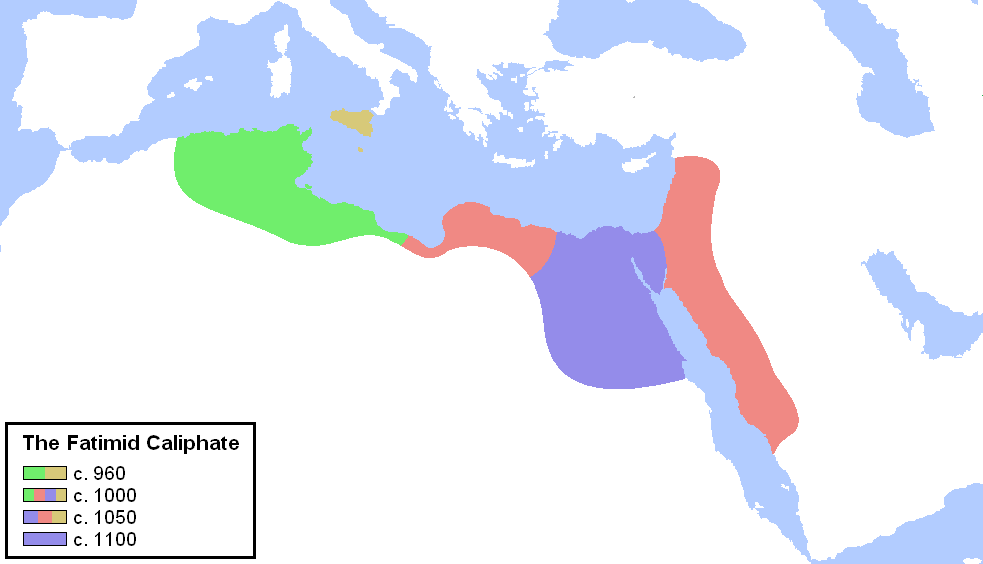
Das Fatimidenreich in den verschiedenen Phasen seiner Geschichte

Die Fatimiden (arabisch الفاطميون, DMG al-Fāṭimiyūn) waren eine ismailitische Dynastie, die 907 ein Gegenkalifat (zum Kalifat der Abbasiden) errichteten und von 909 bis 1171 in Nordafrika, das heißt im Maghreb und Ägypten, sowie in Vorderasien (Syrien) herrschten.

## Ereignisgeschichte

### Herkunft
Nach dem Tod des Religionsstifters Mohammed im Jahr 632 kam es zur Spaltung der Muslime in Sunniten und Schiiten. Letztere wurden von Imamen geführt, die Nachkommen von ʿAlī ibn Abī Tālib und Mohammeds Tochter Fatima waren. Allerdings spaltete sich das Schiitentum weiter auf, da der Übergang der Führungsrolle umstritten war. So entstanden bis ins 9. Jahrhundert die Bewegungen der Imamiten, Ismailiten und Zaiditen. Die Ismailiten erkannten als rechtmäßigen Nachfolger Dschaʿfar as-Sādiqs (Dschafar as-Sadiq) nicht Mūsā ibn Dschaʿfar al-Kāzim, sondern Ismail an – daher ihr Name. Ismails Sohn Muhammad spielt die zentrale Rolle im ismailitischen Lehrsystem: Er wurde von seinen Anhängern als siebenter Imam betrachtet und soll nicht gestorben, sondern in Verborgenheit gegangen sein, aus der er in Bälde als Qaim und Mahdi (d. h. als Messias) wiederkehren würde.
In der Mitte des 9. Jahrhunderts begann Abdallah al-Akbar, als Stellvertreter für den Mahdi Muhammad ibn Ismail aufzutreten. Er verkündete das baldige Erscheinen des verborgenen siebenten Imams, durch den die Abbasiden gestürzt, alle Gesetzesreligionen (neben dem Christentum und Judentum auch der Islam) abgeschafft und die kultlose Urreligion hergestellt werden solle. Der Sektengründer trat mit seiner Verkündigung erstmals in Askar Mukram hervor, floh dann aber über Basra nach Salamya in Syrien. Er scharte eine wachsende Gemeinde um sich und entsandte in alle Teile der islamischen Welt Missionare (Dais), die die Lehre ihres Großmeisters verbreiteten und ein Netzwerk geheimer Ismailiten-Zellen aufbauten.
Nach Abdallahs Tod übernahm erst sein Sohn Ahmad und dann sein Enkel Abu sch-Schalaghlagh Muhammad die Leitung der Sekte. Unter Letzterem erzielte die Mission große Erfolge, unter anderem im Maghreb, wo Abū ʿAbdallāh asch-Schīʿī wirkte. Da Abu sch-Schalaghlagh keinen Sohn hatte, designierte er als Nachfolger seinen Neffen Said ibn al-Husain, der sich schließlich als der wahre Mahdi zu erkennen gab und so eine Spaltung der Ismailiten auslöste, da die Qarmaten und andere Gruppen unbeirrt an der Erwartung des verborgenen Mahdis Muhammad ibn Ismail festhielten.

### Herrschaft in Nordafrika
Nachdem der Missionar Abū ʿAbdallāh asch-Schīʿī die Lehre der Ismailiten unter den Berbern des Maghrebs verbreitet hatte, stürzte er die Dynastie der Aghlabiden in Ifrīqiya (Ost-Algerien, Tunesien, Libyen). Damit ebnete er den Weg für seinen aus Salamya geflohenen Herrn Abdallah al-Mahdi, d. h. Said ibn al-Husain, Urenkel des Abdallah al-Akbar, der in Ifriqiya das Reich der Fatimiden begründete. Dieser führte nun als angeblicher Nachkomme des Imams Dschafar as-Sadiq seine Abstammung auf die Prophetentochter Fatima zurück, weshalb seine Dynastie als Fatimiden bezeichnet wird.
Abdallah al-Mahdi (910–934) nahm den Titel eines Kalifen an und gründete die Hauptstadt al-Mahdiya südlich von Sousse. Von Anfang an wurde der Sturz der Abbasiden angestrebt, die aus Sicht der Fatimiden Usurpatoren waren. Zwar gelang die Unterwerfung von Algerien und Sizilien, doch blieben Feldzüge nach Ägypten erfolglos.
Unter Abu l-Qasim al-Qaim (934–946) wurde Sizilien erneut unterworfen und die Küsten Italiens und Frankreichs durch Flottenexpeditionen geplündert. Um Sizilien zu befrieden, wurden die Kalbiten als Emire eingesetzt (siehe auch Islam in Italien). Allerdings kam es durch den Aufstand der charidschitischen Berber unter Abu Yazid (944–947) zu einer schweren Krise, als die Aufständischen zeitweise die Hauptstadt al-Mahdiya belagerten.
Nach der Reorganisation des Reiches durch Ismail al-Mansur (946–953) und Abu Tamin al-Muizz (953–975) gelang den Fatimiden unter dem Feldherrn Dschauhar as-Siqillī zwar der Vorstoß bis zum Atlantik, doch konnte die Herrschaft über Marokko nicht behauptet werden, da sich der Schwerpunkt der fatimidischen Politik auf die Eroberung Ägyptens ausrichtete.
Die dynastische Farbe der Fatimiden war Weiß, als Gegensatz zum Schwarz der Abbasiden. Mit der Person des Kalifen wurden aber auch rote und gelbe Banner in Verbindung gebracht.

### Nach der Eroberung Ägyptens
969 gelangen die Eroberung Ägyptens und der Sturz der Ichschididen. Kalif al-Muizz verlegte nun 972 die Hauptstadt des Reiches in das von ihm neu gegründete Kairo und setzte die Ziriden als Vizekönige im Maghreb ein. Damit war dieser nur noch ein Randbereich des fatimidischen Imperiums. Sein Nachfolger al-ʿAzīz konsolidierte die fatimidische Herrschaft in Ägypten. Dabei wurden, trotz des schiitisch-ismailitischen Bekenntnisses der Fatimiden, die sunnitischen Muslime toleriert. Gleichzeitig wurden Palästina und Syrien bis 978 erobert sowie die Kontrolle über Mekka und Medina gewonnen. Damit unterstanden die wichtigsten Heiligtümer des Islam den Fatimiden.
Unter der fatimidischen Herrschaft nahm die Wirtschaft Ägyptens durch den Bau von Straßen und Kanälen und durch Förderung des Handels zwischen Indien und dem Mittelmeerraum einen großen Aufschwung. Im 11. Jahrhundert besaß das Reich der Fatimiden die größte Wirtschaftskraft der islamischen Reiche. Auch Kultur und Wissenschaft wurden von den Fatimiden unterstützt, wobei die Gründung der al-Azhar-Universität, heute sunnitisches Zentrum, Bedeutung erlangte.

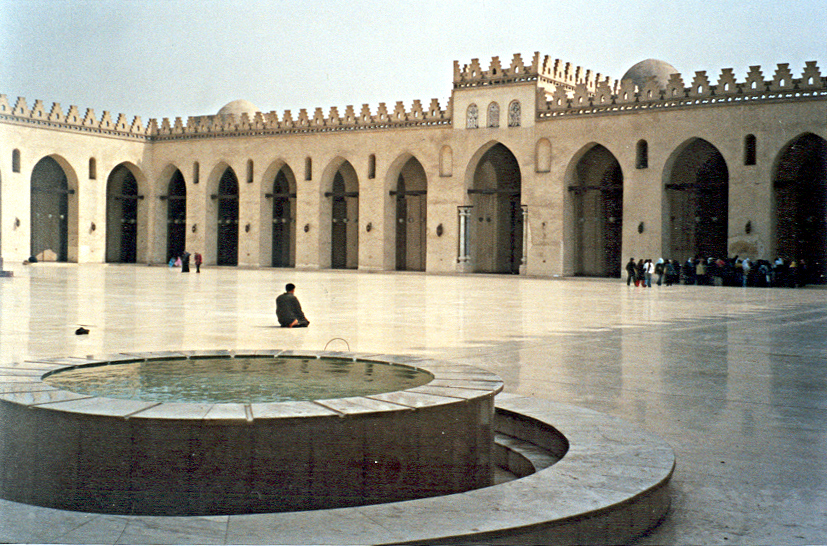
Die fatimidische al-Hakim-Moschee in Kairo

Unter al-Hakim (995–1021) wurde die tolerante Religionspolitik gegenüber Nichtmuslimen zunehmend aufgegeben. So wurden öffentliche Prozessionen und Kulthandlungen der Christen und Juden ebenso wie der Genuss von Wein und Bier untersagt. Zeitweise wurden auch christliche Kirchen und Klöster geplündert, um Finanzen für das Heer und den Bau von Moscheen zu beschaffen. So kam es 1009 zur Zerstörung der Grabeskirche in Jerusalem. Um 1017 entstand in Ägypten eine Sekte, die al-Hakim als die Inkarnation Gottes ansah. Aus dieser entwickelte sich später die Religionsgemeinschaft der Drusen. Während der Zeit der Tuluniden und Fatimiden wurde die christliche Bevölkerung Ägyptens toleriert. Unter den Mamluken änderte sich dies zuungunsten der Kopten.
Az-Zahir (1021–1036) gelang wieder die Befriedung des Reiches und die Niederschlagung einiger Beduinenaufstände in Syrien. Den Höhepunkt der Macht erreichten die Fatimiden unter al-Mustansir (1036–1094), als ismailitische Missionare im Jemen die Macht ergriffen und die Abbassiden in Bagdad 1059 kurzzeitig gestürzt werden konnten.
Allerdings führte diese ausgedehnte Machtpolitik zum Staatsbankrott und zum Niedergang der Dynastie. Zwar konnten die Ziriden in Ifrīqiya durch die Abschiebung der Banu Hilal und Banu Sulaym wieder unter die Botmäßigkeit der Fatimiden gezwungen werden, doch gingen Syrien und Palästina 1076 an die Seldschuken verloren. Auch im Inneren musste die Regierung zunehmend den Befehlshabern der Truppen und den Wesiren überlassen werden.
Auch die Eroberung von Jerusalem 1099 durch die Kreuzfahrer während des Ersten Kreuzzugs und die Gründung des Königreichs Jerusalem konnten die Fatimiden nicht mehr verhindern, und nach erfolglosen Rückeroberungsversuchen (Schlacht von Ramla) gerieten sie 1130 zunehmend unter den Einfluss der Kreuzfahrer. Mit dem erfolgreichen Abschluss der Belagerung von Askalon (1153) durch König Balduin III. von Jerusalem verloren die Fatimiden den letzten Stützpunkt in Palästina. Um einer Eroberung Ägyptens durch die Kreuzfahrer zuvorzukommen, führte Nur ad-Din, der Herrscher von Damaskus, bereits 1163 einen Feldzug nach Ägypten, bis sein Offizier Saladin 1171 die Fatimiden stürzte und die Dynastie der Ayyubiden begründete.
Wichtige arabische Quellen zur Geschichte der Fatimiden in Ägypten sind die beiden Werke „Spaziergang der beiden Augäpfel zu den Nachrichten der beiden Staaten“ (Nuzhat al-muqlatain fī aḫbār ad-daulatain) von Ibn at-Tuwair (gest. 1220) und „Ermahnung der Muslime mit den Nachrichten über die fatimidischen Imam-Kalifen“ (Ittiʿāẓ al-ḥunafāʾ bi-aḫbār al-aʾimma al-Fāṭimīyīn al-ḫūlafāʾ) von al-Maqrīzī (gest. 1442).

## Religionspolitik
Das Fatimidenreich war ein klar ismailitisch orientierter Staat. An der Spitze der religiösen Hierarchie stand ein Ober-Dāʿī, der häufig zugleich als Ober-Kadi amtierte. Er hielt im Palast von Kairo allwöchentlich donnerstags öffentliche Lehrsitzungen ab, die sogenannten madschālis al-ḥikma („Sitzungen der Weisheit“), in denen die Adepten nach Ablegung eines Gelübdes in die ismailitische Geheimlehre eingewiesen wurden. Al-Qāḍī an-Nuʿmān, der den Fatimiden bis 974 in beiden Ämtern diente, entwickelte eine eigene ismailitische Schule der Normenlehre.
Nach außen hin arbeiteten die Fatimiden weiter auf den Sturz der abbasidischen Kalifen hin. Zu diesem Zweck sandten sie zahlreiche Missionare aus. Ihren größten Erfolg errang die fatimidische Mission im Jemen, wo 1047 der Missionar ʿAlī ibn Muḥammad mit den Sulaihiden eine neue den Fatimiden gegenüber loyale ismailitische Dynastie begründete und Sanaa sowie Aden in seine Gewalt brachte.
Im Lande selbst wurde keine Gelegenheit ausgelassen, um die Abstammung der Dynastie vom Propheten zu betonen. Zu diesem Zweck wurde im 11. Jahrhundert am Hof auch ein neues Fest eingeführt, nämlich der Geburtstag des Propheten. Man beging ihn am 12. Rabīʿ al-awwal, dem eigentlichen Todestag des Propheten. Der Kalif spielte bei den Feierlichkeiten eine zentrale Rolle; es fanden öffentliche Predigten und Koranlesungen statt.
Ihren eigenen muslimischen Untertanen haben die Fatimiden das ismailitische Bekenntnis nicht aufgezwungen, doch kam es in Folge der intensiven Werbung zu zahlreichen Konversionen. Im frühen 12. Jahrhundert stiegen immer mehr Sunniten zu einflussreichen Positionen im Fatimidenreich auf und gründeten eigene Madrasas. Dadurch kam es schon zu dieser Zeit zu einer Restauration des sunnitischen Islams in Ägypten.

## Wesirat
Bereits der erste Fatimiden-Kalif al-Mahdi hatte nach seiner Proklamation 910 die Erledigung der alltäglichen Staatsgeschäfte an eine ihm als vertrauenswürdig erachtete Person delegiert, womit die Institution des leitenden Chefministers als die höchste der fatimidischen Staatshierarchie begründet wurde. Obwohl schon der erste Inhaber dieses Postens, al-Baghdadi, die Oberaufsicht über die Ministerien (dīwān) erhalten hatte und sein Amt damit der üblichen Definition eines Wesirats entsprach, wurde er noch schlicht als „Sekretär“ (kātib) tituliert, was auch für seine unmittelbaren Amtsnachfolger galt. Auf die Einführung des ursprünglich aus der persischen Nomenklatur stammenden Titels des „Helfers“ (arab.: wazīr) wurde offenbar bewusst verzichtet, da dieser schon von den verfeindeten Abbasiden-Kalifen in Bagdad an deren Chefminister verliehen wurde. Die Fatimiden dagegen knüpften an die schon vom Propheten geübte Praxis an, der seine Angelegenheiten auch nur von Sekretären erledigen ließ.
Der erste fatimidische Chefminister, der den Wesirs-Titel führte, war Yaqub ibn Killis (gest. 991), der ihn am 18. April 979 von Kalif al-Aziz als Ausdruck einer besonderen Ehrung verliehen bekam. Seine Nachfolger im Amt durften diesen Titel dagegen nicht führen, sie gebrauchten stattdessen zumeist den des „Mittlers“ (wāsiṭa). Erst ab al-Dschardscharai (gest. 1045) wurde der Wesirs-Titel dann für alle anderen Amtsinhaber bis zum Ende des Kalifats obligatorisch.
Am Ende des 11. Jahrhunderts hatte der Charakter des Wesirats der Fatimiden einen grundlegenden Wandel von einer rein zivil-administrativen Behörde hin zu einer mit unumschränkten Befugnissen ausgestatteten Herrschergewalt erfahren. Zeitgenössische Autoren wussten dazu die Wesire in „jene mit dem Schreibrohr“ (arbāb al-qalam) und „jene mit dem Schwert“ (arbāb al-saif) zu unterscheiden, wobei in der muslimischen Staatstheorie die erstgenannte Gruppe ein „Wesirat der Ausführung“ (wizārat at-tanfīḏ) bekleidete, in dem der Amtsinhaber lediglich ein ausführendes Organ für den tatsächlich herrschenden Kalifen war. Doch schon in der Herrscherzeit der Kalifen az-Zahir und al-Mustansir ab 1021 begann sich dieses Verhältnis zu wandeln, als die Wesire wegen des Unvermögens oder Unwillens der Kalifen zur Herrschaft selbst die Regentschaft übernahmen. Die Funktionalität des Staates wurde damit allerdings abhängig von der persönlichen Autorität des jeweiligen Amtsinhabers, und als diese mit dem Sturz des al-Yazuri im Jahr 1058 weggefallen war, steuerte der Staat zuerst in die Krise und dann in den schnellen Zusammenbruch. Die Anarchie in der zweiten Hälfte des 11. Jahrhunderts, in der das Wesirat in schnell wechselnder Folge zur Beute unterschiedlichster inkompetenter Fraktionen wurde, konnte erst durch die Machtübernahme des Militärs in Gestalt des Generals Badr al-Dschamali im Jahr 1074 beendet werden. Durch die bis spätestens 1078 vollzogene Vereinigung der wichtigsten zivilen Kompetenzen, die neben dem Wesirat auch jene der obersten Gerichtsbarkeit und der Leitung der ismailitischen Mission umfasste, in Kombination mit dem militärischen Oberbefehl fand die Neudefinierung des Amtscharakters ihre Vollendung. Das so neu entstandene „Wesirat der Bevollmächtigung“ (wizārat at-tafwiḍ), entsprach in der zeitgenössischen Vorstellung einer „Herrschaft“ (sulṭān), in der die Wesire „mit dem Schwert“ nun in unumschränkter Machtvollkommenheit wie weltliche Fürsten walten konnten. Tatsächlich eigneten sich auch einige der noch bis 1171 amtierenden Wesire den arabischen Fürsten- bzw. Königstitel (malik) an, wenn er zunächst auch nur als Ehrentitulatur begriffen wurde.
Das Kalifat selbst, in dessen Namen die Wesire noch regierten, war ihnen gegenüber tatsächlich zu einer Marionette degradiert, die den Wesiren nur noch zur oberflächlichen Legitimation der von ihnen beanspruchten Macht benutzt wurde. Die Kalifen al-Amir und al-Hafiz unternahmen Versuche, die bestehenden Verhältnisse umzukehren und dem Kalifat seine alte Machtvollkommenheit zurückzugeben, indem sie in den kurzen Phasen ihrer persönlichen Autorität keine Wesire mehr ernannten, doch endeten diese Versuche jeweils mit ihrem Tod. 1169 wurde Ägypten von den Truppen des sunnitischen Machthabers von Syrien erobert, und der letzte Fatimiden-Kalif al-Adid war gezwungen, dessen Befehlshaber Schirkuh und nach dessen baldigem Tod dessen Neffen Saladin zum neuen Wesir zu ernennen. Letzterer beseitigte noch zu Lebzeiten des al-Adid das Fatimiden-Kalifat in Ägypten zugunsten eines Bekenntnisses zur formellen Oberhoheit des Abbasiden-Kalifen. Faktisch aber begründete er damit das Sultanat seiner eigenen Familie, der Ayyubiden, in den das fatimidische Wesirat damit nahtlos überging.
Liste der Wesire der Fatimiden-Kalifen:
| Kurzname              | vollständiger Name in DMG | Zeit      | Bemerkungen                                                                                |
| --------------------- | --- | --------- | ------------------------------------------------------------------------------------------ |
|                       | Abū l-Yusr al-Baġdādī | 910–?     | letzter Sekretär der Aghlabiden in Afrika, von al-Mahdi übernommen                         |
| Dschauhar as-Siqillī  | Ǧauhar aṣ-Ṣiqillī |           | 1. Mal, eroberte 969 Ägypten                                                               |
|                       | Abū l-Faḍl Ǧaʿfar ibn al-Faḍl ibn Ǧaʿfar ibn Muḥammad ibn Mūsā ibn al-Ḥasan ibn al-Furāt                                                 | 969–973   | 1. Mal, Sunnit, letzter Chefminister der Ichschididen in Ägypten                           |
| Dschauhar as-Siqillī  | Ǧauhar aṣ-Ṣiqillī | 973–978   | 2. Mal, inthronisierte al-Aziz                                                             |
| Yaqub ibn Killis      | al-Wazīr al-Aǧall Abū l-Faraǧ Yaʿqūb ibn Yūsuf ibn Ibrāhīm ibn Hārūn ibn Dāwūd ibn Killis                                                | 978–984   | zum ismailitischen Islam konvertierter Jude                                                |
|                       | Ǧabr ibn al-Qāsim | 984       | zwei Monate                                                                                |
| Yaqub ibn Killis      | al-Wazīr al-Aǧall Abū l-Faraǧ Yaʿqūb ibn Yūsuf ibn Ibrāhīm ibn Hārūn ibn Dāwūd ibn Killis                                                | 984–991   | 2. Mal, im Amt verstorben                                                                  |
|                       | Abū l-Ḥasan ʿAlī ibn ʿUmar al-ʿAddās | 991       | 7 Tage amtierend                                                                           |
|                       | Abū l-Faḍl Ǧaʿfar ibn al-Faḍl ibn Ǧaʿfar ibn Muḥammad ibn Mūsā ibn al-Ḥasan ibn al-Furāt                                                 | 992       | 2. Mal, Sunnit                                                                             |
| Isa ibn Nasturus      | ʿĪsā ibn Nasṭūrus ibn Sūrus | 994–996   | koptischer Christ                                                                          |
| Ibn Ammar             | Amīn ad-Daula Abū Muḥammad al-Ḥasan ibn ʿAmmār ibn Abī l-Ḥusain al-Kutāmī                                                                | 996–997   | Kutama-Berber, inthronisierte al-Hakim                                                     |
| Bardschawan           | Barǧawān al-Ustāḏ | 997–1000  | von al-Hakim getötet                                                                       |
|                       | al-Ḥusain ibn Ǧauhar | 1000–1008 | Sohn des Dschauhar as-Siqillī, abgesetzt und später exekutiert                             |
|                       | Ṣāliḥ ibn ʿAlī ar-Rūḏbārī | 1008–1009 | abgesetzt und später exekutiert                                                            |
|                       | Abū Naṣr al-Manṣūr ibn ʿAbdūn al-Kāfī | 1009–1010 | Christ, abgesetzt und später exekutiert                                                    |
|                       | Aḥmad ibn Muḥammad al-Quṣūrī | 1010      | nach 10 Tagen abgesetzt und später exekutiert                                              |
|                       | Zurʿa ibn ʿĪsā ibn Nasṭūrus ibn Sūrus aš-Šafī                                                                                            | 1010–1012 | koptischer Christ                                                                          |
|                       | al-Ḥusain ibn Ṭāhir al-Wazzān | 1012–1014 | exekutiert                                                                                 |
|                       | al-Ḥasan ibn Abī al-Sayyid | 1014      | Brüder, nach 62 Tagen exekutiert                                                           |
|                       | ʿAbd ar-Raḥmān ibn Abī al-Sayyid | 1014      | Brüder, nach 62 Tagen exekutiert                                                           |
|                       | Abū l-ʿAbbās al-Faḍl ibn l-Wazīr Abī l-Faḍl Ǧaʿfar ibn l-Faḍl al-Furāt                                                                   | 1014      | Sunnit, nach 5 Tagen exekutiert                                                            |
|                       | Quṭb ad-Daula Abū l-Ḥasan ʿAlī ibn Ǧaʿfar ibn Falāḥ                                                                                      | 1015–1019 | Kutama-Berber, im Amt ermordet                                                             |
|                       | Šaraf al-Mulk Ṣāʿid ibn ʿĪsā ibn Nasṭūrus ibn Sūrus                                                                                      | 1019      | zum Islam zwangskonvertierter Christ, Sohn des Isa ibn Nasturus, nach 6 Monaten exekutiert |
|                       | Šams al-Mulk Abū l-Fatḥ al-Masʿūd ibn Ṭāhir al-Wazzān                                                                                    | 1019–1020 | 1. Mal                                                                                     |
|                       | Ḫaṭīr al-Mulk Abū l-Ḥusain ʿAmmār ibn Muḥammad                                                                                           | 1020–1021 | 1. Mal, inthronisierte az-Zahir                                                            |
|                       | al-Ḥusain ibn Dawwās | 1021      | Kutama-Berber, nach wenigen Tagen exekutiert, angeblicher Mörder des al-Hakim              |
|                       | Ḫaṭīr al-Mulk Abū l-Ḥusain ʿAmmār ibn Muḥammad                                                                                           | 1021–1022 | 2. Mal, nach 7 Monaten exekutiert                                                          |
|                       | Badr ad-Daula Abū l-Futūḥ Mūsā ibn al-Ḥasan                                                                                              | 1022–1023 | nach 9 Monaten exekutiert                                                                  |
|                       | David ben Jitzchak | 1023      | Jude, nur 2 Monate bis März/April                                                          |
|                       | Šams al-Mulk Abū l-Fatḥ al-Masʿūd ibn Ṭāhir al-Wazzān                                                                                    | 1023–1025 | 2. Mal                                                                                     |
|                       | ʿAmīd ad-Daula Abū Muḥammad al-Ḥasan ibn Ṣāliḥ ar-Rūḏbārī                                                                                | 1025–1027 |                                                                                            |
| al-Dschardscharai     | Naǧīb ad-Daula Abū l-Qāsim ʿAlī ibn Aḥmad al-Ǧarǧarāʾī                                                                                   | 1028–1045 | im Amt verstorben, inthronisierte al-Mustansir                                             |
|                       | Abū l-Manṣūr Ṣaḍaqa ibn Yūsuf al-Falāḥī                                                                                                  | 1045–1048 | zum Islam konvertierter Jude, ermordet                                                     |
|                       | Abū l-Barakāt al-Ḥusain ibn ʿImād ad-Daula Muḥammad al-Ǧarǧarāʾī                                                                         | 1048–1050 | 1. Mal; Neffe von al-Dschardscharai                                                        |
|                       | Abū l-Faḍl Ṣāʿid ibn Masʿūd | 1050      |                                                                                            |
| al-Yazuri             | Abū Muḥammad al-Ḥasan ibn ʿAlī ibn ʿAbd ar-Raḥmān al-Yāzūrī                                                                              | 1050–1058 | Sunnit, abgesetzt und später exekutiert                                                    |
|                       | Abū l-Faraǧ ʿAbd Allāh ibn Muḥammad al-Bābilī                                                                                            | 1058      | im April/Mai                                                                               |
|                       | Abū l-Faraǧ Muḥammad ibn Ǧaʿfar ibn Muḥammad ibn ʿAlī ibn al-Ḥusain al-Maġribī                                                           | 1058–1060 | 1. Mal                                                                                     |
|                       | Abū l-Faraǧ ʿAbd Allāh ibn Muḥammad al-Bābilī                                                                                            | 1060–1061 | 2. Mal                                                                                     |
|                       | Abū l-Mufaḍḍal ʿAbd Allāh ibn Yaḥyā ibn al-Mudabbir                                                                                      | 1061      | 1. Mal, vom Februar/März bis September/Oktober, Sunnit                                     |
|                       | Abū Muḥammad ʿAbd al-Karīm ibn ʿAbd al-Ḥakīm ibn Sāʿid ibn Mālik ibn Sāʿid al-Fāriqī                                                     | 1061–1062 | vom September/Oktober über den Jahreswechsel bis 17. Januar, im Amt verstorben             |
|                       | Abū ʿAlī Aḥmad ibn ʿAbd al-Ḥakīm ibn Sāʿid ibn Mālik ibn Sāʿid al-Fāriqī                                                                 | 1062      | 1. Mal, 17 Tage amtierend; Bruder des Vorigen                                              |
|                       | Abū ʿAbd Allāh al-Ḥusain ibn Sadīd ad-Daula Ḏī l-Kifāyatain ibn Abī l-Ḥasan ʿAlī ibn Muḥammad ibn al-Ḥasan ibn ʿĪsā al-ʿUqailī al-Māsakī | 1062      | vom März bis 11. August                                                                    |
|                       | Abū l-Faraǧ ʿAbd Allāh ibn Muḥammad al-Bābilī                                                                                            | 1062–1063 | 3. Mal, über den Jahreswechsel bis Januar                                                  |
|                       | Abū ʿAlī Aḥmad ibn ʿAbd al-Ḥakīm ibn Sāʿid ibn Mālik ibn Sāʿid al-Fāriqī                                                                 | 1063      | 2. Mal, wenige Tage im Januar                                                              |
|                       | Ǧalāl al-Mulk Abū Aḥmad Aḥmad ibn ʿAbd al-Karīm ibn ʿAbd al-Ḥakīm ibn Sāʿid al-Fāriqī                                                    | 1063      | 1. Mal, vom 16. Januar bis 9. Februar, Neffe des Vorigen                                   |
|                       | Abū l-Mufaḍḍal ʿAbd Allāh ibn Yaḥyā ibn al-Mudabbir                                                                                      | 1063      | 2. Mal, wenige Wochen bis 20. Mai, im Amt verstorben                                       |
|                       | Abū Ǧālib ʿAbd aẓ-ẓāhir ibn al-Faḍl ibn al-Muwaffaq fī l-Dīn ibn al-ʿAǧamī                                                               | 1063      | 1. Mal, wenige Wochen bis 25. August                                                       |
|                       | Abū Muḥammad al-Ḥasan ibn Muǧallī ibn Asʿad ibn Abī Kudaina                                                                              | 1063      | 1. Mal, wenige Wochen bis 29. November                                                     |
|                       | Ǧalāl al-Mulk Abū Aḥmad Aḥmad ibn ʿAbd al-Karīm ibn ʿAbd al-Ḥakīm ibn Sāʿid al-Fāriqī                                                    | 1063–1064 | 2. Mal, über den Jahreswechsel bis 6. Januar                                               |
|                       | Abū l-Makārim al-Mušarraf ibn Asʿad ibn ʿUqail                                                                                           | 1064      | 1. Mal, von Januar/Februar bis März/April, Sunnit                                          |
|                       | Abū Ǧālib ʿAbd aẓ-ẓāhir ibn al-Faḍl ibn al-Muwaffaq fī l-Dīn ibn al-ʿAǧamī                                                               | 1064      | 2. Mal, wenige Wochen vom 8. April bis in den Mai                                          |
|                       | Abū l-Barakāt al-Ḥusain ibn ʿImād ad-Daula Muḥammad al-Ǧarǧarāʾī                                                                         | 1064      | 2. Mal, wenige Wochen vom 19. Juni bis 28. August                                          |
|                       | Abū Muḥammad al-Ḥasan ibn Muǧallī ibn Asʿad ibn Abī Kudaina                                                                              | 1064      | 2. Mal, wenige Wochen bis 17. November                                                     |
|                       | Abū ʿAlī al-Ḥasan ibn Abī Saʿd Ibrāhīm ibn Sahl al-Tustarī                                                                               | 1064      | wenige Wochen im November/Dezember, zum Islam konvertierter Jude                           |
|                       | Abū Šuǧa Muḥammad ibn al-Ašraf ibn Abī Ġālib Muḥammad ibn ʿAlī ibn Ḫalaf                                                                 | 1064–1065 | 1. Mal; wenige Tage über den Jahreswechsel                                                 |
|                       | Abū Muḥammad al-Ḥasan ibn Muǧallī ibn Asʿad ibn Abī Kudaina                                                                              | 1065      | 3. Mal, eine Woche im Januar                                                               |
|                       | Abū Šuǧa Muḥammad ibn al-Ašraf ibn Abī Ġālib Muḥammad ibn ʿAlī ibn Ḫalaf                                                                 | 1065      | 2. Mal, wenige Tage im Januar                                                              |
|                       | Sadīd ad-Daula Abū l-Qāsim Hibatallāh ibn Muḥammad ar-Raʿbānī ar Raḥbī                                                                   | 1065      | 1. Mal, wenige Tage bis März                                                               |
|                       | Abū Muḥammad al-Ḥasan ibn Muǧallī ibn Asʿad ibn Abī Kudaina                                                                              | 1065      | 4. Mal, wenige Wochen im Mai/Juni                                                          |
|                       | Abū l-Makārim al-Mušarraf ibn Asʿad ibn ʿUqail                                                                                           | 1065      | 2. Mal, wenige Wochen bis 16. September, Sunnit                                            |
|                       | Abū l-Ḥasan ʿAlī ibn al-Anbārī | 1065      | wenige Tage bis November/Dezember                                                          |
|                       | Abū ʿAlī al-Ḥasan Sadīd ad-Daula Ḏū l-Kifāyatain al-Māsakī                                                                               | 1065      |                                                                                            |
|                       | Abū Šuǧa Muḥammad ibn al-Ašraf ibn Abī Ġālib Muḥammad ibn ʿAlī ibn Ḫalaf                                                                 | 1065–1066 | 3. Mal                                                                                     |
|                       | Sadīd ad-Daula Abū l-Qāsim Hibatallāh ibn Muḥammad ar-Raʿbānī ar Raḥbī                                                                   | 1066      | 2. Mal, wenige Tage im März                                                                |
|                       | Ǧalāl al-Mulk Abū Aḥmad Aḥmad ibn ʿAbd al-Karīm ibn ʿAbd al-Ḥakīm ibn Sāʿid al-Fāriqī                                                    | 1066      | 3. Mal; wenige Tage im Mai                                                                 |
|                       | Abū l-Ḥasan Ṭāhir ibn Wazīr aṭ-Ṭarābulusī                                                                                                | 1066      |                                                                                            |
|                       | Abū ʿAbd Allāh Muḥammad ibn Abī Ḥāmid at-Tannīsī                                                                                         | 1066      | nach einem Tag exekutiert                                                                  |
|                       | Abū Saʿd Manṣūr ibn Abī l-Yumn Sawīris ibn Makrawāh ibn Zunbūr                                                                           | 1066      | als Wesir zum Islam konvertierter Christ, nach wenigen Tagen geflohen                      |
|                       | Abū l-ʿAlāʾ ʿAbd al-Ġanī ibn Naṣr ibn Saʿīd aḍ-Ḍaif                                                                                      | 1066      | wenige Tage                                                                                |
|                       | Abū Muḥammad al-Ḥasan ibn Muǧallī ibn Asʿad ibn Abī Kudaina                                                                              | 1066      | 5. Mal, bis 29. November                                                                   |
|                       | Abū l-Qāsim ʿAbd al-Ḥakīm ibn Wahb ibn ʿAbd ar-Raḥmān al-Malīgī                                                                          | 1066–1067 | 1. Mal, bis 25. April                                                                      |
|                       | Abū Muḥammad al-Ḥasan ibn Muǧallī ibn Asʿad ibn Abī Kudaina                                                                              | 1067      | 6. Mal, wenige Tage                                                                        |
|                       | Abū l-Qāsim ʿAbd al-Ḥakīm ibn Wahb ibn ʿAbd ar-Raḥmān al-Malīgī                                                                          | 1067      | 2. Mal, wenige Tage                                                                        |
|                       | Abū Muḥammad al-Ḥasan ibn Muǧallī ibn Asʿad ibn Abī Kudaina                                                                              | 1067      | 7. Mal, wenige Tage bis 30. September                                                      |
|                       | Ǧalāl al-Mulk Abū Aḥmad Aḥmad ibn ʿAbd al-Karīm ibn ʿAbd al-Ḥakīm ibn Sāʿid al-Fāriqī                                                    | 1067      | 4. Mal                                                                                     |
|                       | Abū Muḥammad al-Ḥasan ibn Muǧallī ibn Asʿad ibn Abī Kudaina                                                                              | 1067/68   | 8. Mal                                                                                     |
|                       | Abū l-Qāsim ʿAbd al-Ḥakīm ibn Wahb ibn ʿAbd ar-Raḥmān al-Malīgī                                                                          | 1067/68   | 3. Mal, 5 Tage amtierend                                                                   |
|                       | Abū Muḥammad al-Ḥasan ibn Muǧallī ibn Asʿad ibn Abī Kudaina                                                                              | 1067/68   | 9. Mal                                                                                     |
|                       | Abū l-Faraǧ Muḥammad ibn Ǧaʿfar ibn Muḥammad ibn ʿAlī ibn al-Ḥusain al-Maġribī                                                           | 1069      | 2. Mal                                                                                     |
|                       | Ǧalāl al-Mulk Abū Aḥmad Aḥmad ibn ʿAbd al-Karīm ibn ʿAbd al-Ḥakīm ibn Sāʿid al-Fāriqī                                                    | 1069      | 5. Mal, wenige Tage                                                                        |
|                       | Ḫaṭīr al-Mulk Muḥammad ibn Ḥasan al-Yāzūrī                                                                                               | 1069      | wenige Tage bis zu seiner Ermordung im Juli/August, Sohn von al-Yazuri                     |
|                       | Abū Muḥammad al-Ḥasan ibn Muǧallī ibn Asʿad ibn Abī Kudaina                                                                              | 1069      | 10. Mal, wenige Tage im August/September                                                   |
|                       | Abū l-Qāsim ʿAbd al-Ḥakīm ibn Wahb ibn ʿAbd ar-Raḥmān al-Malīgī                                                                          | 1069      | 4. Mal                                                                                     |
|                       | Abū Muḥammad al-Ḥasan ibn Muǧallī ibn Asʿad ibn Abī Kudaina                                                                              | 1071/72   | 11. Mal                                                                                    |
|                       | Abū Ǧālib ʿAbd aẓ-ẓāhir ibn al-Faḍl ibn al-Muwaffaq fī l-Dīn ibn al-ʿAǧamī                                                               | 1072/73   | 3. Mal                                                                                     |
|                       | Abū Muḥammad al-Ḥasan ibn Muǧallī ibn Asʿad ibn Abī Kudaina                                                                              | 1073/74   | 12. Mal, exekutiert                                                                        |
| Badr al-Dschamali     | Abū n-Naǧim Badr ibn ʿAbd Allāh (al-Ǧamālī) al-Mustanṣirī                                                                                | 1074–1094 |                                                                                            |
| al-Afdal Schahanschah | al-Afḍal Abū l-Qāsim Šāhānšāh ibn Badr al-Mustanṣirī                                                                                     | 1094–1121 | Sohn des Vorigen, inthronisierte al-Mustali und al-Amir, ermordet                          |
|                       | al-Maʾmūn Abū ʿAbd Allāh Muḥammad ibn Fatāk al-Baṭāʾiḥī                                                                                  | 1121–1125 | exekutiert                                                                                 |
| 1125–1130 kein Wesir. | |           |                                                                                            |
| Kutaifat              | Abū ʿAlī Aḥmad ibn Šāhānšāh | 1129–1131 | Sohn von al-Afdal Schahanschah, ermordet                                                   |
|                       | Abū l-Fatḥ Yānis | 1131–1132 | Christ, inthronisierte al-Hafiz                                                            |
| 1131–1135 kein Wesir. | |           |                                                                                            |
|                       | Tāǧ ad-Daula Saif al-Islām Abū l-Muẓaffar Bahrām al-Armanī                                                                               | 1135–1137 | Christ                                                                                     |
|                       | al-Malik al-Afḍal Saif al-Islām Riḍwān ibn Walaḫši                                                                                       | 1137–1139 | Sunnit                                                                                     |
| 1139–1149 kein Wesir. | |           |                                                                                            |
| Ibn Masal             | Naǧm ad-Dīn Abūʾl-Fatḥ Salīm ibn Muḥammad ibn Maṣāl                                                                                      | 1149–1150 | inthronisierte az-Zafir                                                                    |
| Ibn as-Sallar         | al-Malik al-ʿĀdil Saif ad-Dīn Abūʾl-Ḥasan ʿAlī ibn aṣ-Sallār                                                                             | 1150–1153 | Sunnit                                                                                     |
| Abbas ibn Abi l-Futuh | Rukn ad-Dīn Abū l-Faḍl ʿAbbās ibn Abī l-Futūḥ                                                                                            | 1153–1154 | Stiefsohn des Vorigen, inthronisierte al-Faiz                                              |
| Tala'i ibn Ruzzik     | al-Malik aṣ-Ṣāliḥ Abū l-Ġārāt Ṭalāʾiʿ ibn Ruzzīq                                                                                         | 1154–1161 | Zwölfer-Schiit, inthronisierte al-Adid                                                     |
|                       | al-Malik al-ʿĀdil an-Nāṣīr Abū Šuǧāʿ Ruzzīq ibn Ṭalāʾiʿ                                                                                  | 1161–1162 | Zwölfer-Schiit, Sohn des Vorigen                                                           |
| Schawar               | Abū Šuǧāʿ Šāwar ibn Muǧīr as-Saʿdī | 1162–1163 | 1. Mal                                                                                     |
|                       | al-Malik al-Manṣur Abū l-Ašbāl Ḍirġām ibn ʿAmir ibn Suwār al-Lukhamī                                                                     | 1163–1164 |                                                                                            |
| Schawar               | Abū Šuǧāʿ Šāwar ibn Muǧīr as-Saʿdī | 1164–1169 | 2. Mal                                                                                     |
| Schirkuh              | Asad ad-Dīn Šīrkūh ibn Šāḏī ad-Dawīnī | 1169      |                                                                                            |
| Saladin               | al-Malik an-Nāṣīr Ṣalaḥ ad-Dīn Yūsuf ibn Aiyūb ibn Šāḏī ad-Dawīnī                                                                        | 1169–1171 | Neffe von Schirkuh                                                                         |

## Stammbaum der fatimidischen Kalifen
Als Kalifen bzw. Gegenkalifen amtierende Personen sind fett unterlegt, in Klammern angegeben die Regierungszeit.
|                  |                  |                  |                  | Mohammed gest. 632 |                  |                  |                  |                                  |                        |                        |                        |                        |                        |                     |                     |                      |                      |                      |                      |                      |                      |                      |                      |                      |                      |  |  |  |  |  |  |  |  |  |  |  |  |  |  |  |  |  |  |
|                  |                  |                  |                  |                    |                  |                  |                  |                                  |                        |                        |                        |                        |                        |                     |                     |                      |                      |                      |                      |                      |                      |                      |                      |                      |                      |  |  |  |  |  |  |  |  |  |  |  |  |  |  |  |  |  |  |
|                  |                  |                  |                  | Fatima gest. 632   | Fatima gest. 632 | Fatima gest. 632 | Fatima gest. 632 | Fatima gest. 632                 | Fatima gest. 632       |                        |                        | Ali gest. 661          | Ali gest. 661          | Ali gest. 661       | Ali gest. 661       | Ali gest. 661        | Ali gest. 661        |                      |                      |                      |                      |                      |                      |                      |                      |  |  |  |  |  |  |  |  |  |  |  |  |  |  |  |  |  |  |
|                  |                  |                  |                  | Fatima gest. 632   | Fatima gest. 632 | Fatima gest. 632 | Fatima gest. 632 | Fatima gest. 632                 | Fatima gest. 632       |                        |                        | Ali gest. 661          | Ali gest. 661          | Ali gest. 661       | Ali gest. 661       | Ali gest. 661        | Ali gest. 661        |                      |                      |                      |                      |                      |                      |                      |                      |  |  |  |  |  |  |  |  |  |  |  |  |  |  |  |  |  |  |
|                  |                  |                  |                  |                    |                  |                  |                  |                                  |                        |                        |                        |                        |                        |                     |                     |                      |                      |                      |                      |                      |                      |                      |                      |                      |                      |  |  |  |  |  |  |  |  |  |  |  |  |  |  |  |  |  |  |
|                  |                  |                  |                  |                    |                  |                  |                  | Hussein gest. 680                |                        |                        |                        |                        |                        |                     |                     |                      |                      |                      |                      |                      |                      |                      |                      |                      |                      |  |  |  |  |  |  |  |  |  |  |  |  |  |  |  |  |  |  |
|                  |                  |                  |                  |                    |                  |                  |                  |                                  |                        |                        |                        |                        |                        |                     |                     |                      |                      |                      |                      |                      |                      |                      |                      |                      |                      |  |  |  |  |  |  |  |  |  |  |  |  |  |  |  |  |  |  |
|                  |                  |                  |                  |                    |                  |                  |                  | Ali Zain al-Abidin gest. 713     |                        |                        |                        |                        |                        |                     |                     |                      |                      |                      |                      |                      |                      |                      |                      |                      |                      |  |  |  |  |  |  |  |  |  |  |  |  |  |  |  |  |  |  |
|                  |                  |                  |                  |                    |                  |                  |                  |                                  |                        |                        |                        |                        |                        |                     |                     |                      |                      |                      |                      |                      |                      |                      |                      |                      |                      |  |  |  |  |  |  |  |  |  |  |  |  |  |  |  |  |  |  |
|                  |                  |                  |                  |                    |                  |                  |                  | Muhammad al-Baqir gest. 732/36   |                        |                        |                        |                        |                        |                     |                     |                      |                      |                      |                      |                      |                      |                      |                      |                      |                      |  |  |  |  |  |  |  |  |  |  |  |  |  |  |  |  |  |  |
|                  |                  |                  |                  |                    |                  |                  |                  |                                  |                        |                        |                        |                        |                        |                     |                     |                      |                      |                      |                      |                      |                      |                      |                      |                      |                      |  |  |  |  |  |  |  |  |  |  |  |  |  |  |  |  |  |  |
|                  |                  |                  |                  |                    |                  |                  |                  | Dschafar as-Sadiq gest. 765      |                        |                        |                        |                        |                        |                     |                     |                      |                      |                      |                      |                      |                      |                      |                      |                      |                      |  |  |  |  |  |  |  |  |  |  |  |  |  |  |  |  |  |  |
|                  |                  |                  |                  |                    |                  |                  |                  |                                  |                        |                        |                        |                        |                        |                     |                     |                      |                      |                      |                      |                      |                      |                      |                      |                      |                      |  |  |  |  |  |  |  |  |  |  |  |  |  |  |  |  |  |  |
|                  |                  |                  |                  |                    |                  |                  |                  | Ismail al-Mubarak gest. ca. 760  |                        |                        |                        |                        |                        |                     |                     |                      |                      |                      |                      |                      |                      |                      |                      |                      |                      |  |  |  |  |  |  |  |  |  |  |  |  |  |  |  |  |  |  |
|                  |                  |                  |                  |                    |                  |                  |                  |                                  |                        |                        |                        |                        |                        |                     |                     |                      |                      |                      |                      |                      |                      |                      |                      |                      |                      |  |  |  |  |  |  |  |  |  |  |  |  |  |  |  |  |  |  |
|                  |                  |                  |                  |                    |                  |                  |                  | Muhammad al-Maktum gest. vor 809 |                        |                        |                        |                        |                        |                     |                     |                      |                      |                      |                      |                      |                      |                      |                      |                      |                      |  |  |  |  |  |  |  |  |  |  |  |  |  |  |  |  |  |  |
|                  |                  |                  |                  |                    |                  |                  |                  |                                  |                        |                        |                        |                        |                        |                     |                     |                      |                      |                      |                      |                      |                      |                      |                      |                      |                      |  |  |  |  |  |  |  |  |  |  |  |  |  |  |  |  |  |  |
|                  |                  |                  |                  |                    |                  |                  |                  | Abdallah al-Akbar verborgen      |                        |                        |                        |                        |                        |                     |                     |                      |                      |                      |                      |                      |                      |                      |                      |                      |                      |  |  |  |  |  |  |  |  |  |  |  |  |  |  |  |  |  |  |
|                  |                  |                  |                  |                    |                  |                  |                  |                                  |                        |                        |                        |                        |                        |                     |                     |                      |                      |                      |                      |                      |                      |                      |                      |                      |                      |  |  |  |  |  |  |  |  |  |  |  |  |  |  |  |  |  |  |
|                  |                  |                  |                  |                    |                  |                  |                  | Ahmad verborgen                  |                        |                        |                        |                        |                        |                     |                     |                      |                      |                      |                      |                      |                      |                      |                      |                      |                      |  |  |  |  |  |  |  |  |  |  |  |  |  |  |  |  |  |  |
|                  |                  |                  |                  |                    |                  |                  |                  |                                  |                        |                        |                        |                        |                        |                     |                     |                      |                      |                      |                      |                      |                      |                      |                      |                      |                      |  |  |  |  |  |  |  |  |  |  |  |  |  |  |  |  |  |  |
|                  |                  |                  |                  |                    |                  |                  |                  | Hussein verborgen                |                        |                        |                        |                        |                        |                     |                     |                      |                      |                      |                      |                      |                      |                      |                      |                      |                      |  |  |  |  |  |  |  |  |  |  |  |  |  |  |  |  |  |  |
|                  |                  |                  |                  |                    |                  |                  |                  |                                  |                        |                        |                        |                        |                        |                     |                     |                      |                      |                      |                      |                      |                      |                      |                      |                      |                      |  |  |  |  |  |  |  |  |  |  |  |  |  |  |  |  |  |  |
|                  |                  |                  |                  |                    |                  |                  |                  | al-Mahdi (910–934)               |                        |                        |                        |                        |                        |                     |                     |                      |                      |                      |                      |                      |                      |                      |                      |                      |                      |  |  |  |  |  |  |  |  |  |  |  |  |  |  |  |  |  |  |
|                  |                  |                  |                  |                    |                  |                  |                  |                                  |                        |                        |                        |                        |                        |                     |                     |                      |                      |                      |                      |                      |                      |                      |                      |                      |                      |  |  |  |  |  |  |  |  |  |  |  |  |  |  |  |  |  |  |
|                  |                  |                  |                  |                    |                  |                  |                  | al-Qaim (934–946)                |                        |                        |                        |                        |                        |                     |                     |                      |                      |                      |                      |                      |                      |                      |                      |                      |                      |  |  |  |  |  |  |  |  |  |  |  |  |  |  |  |  |  |  |
|                  |                  |                  |                  |                    |                  |                  |                  |                                  |                        |                        |                        |                        |                        |                     |                     |                      |                      |                      |                      |                      |                      |                      |                      |                      |                      |  |  |  |  |  |  |  |  |  |  |  |  |  |  |  |  |  |  |
|                  |                  |                  |                  |                    |                  |                  |                  | al-Mansur (946–953)              |                        |                        |                        |                        |                        |                     |                     |                      |                      |                      |                      |                      |                      |                      |                      |                      |                      |  |  |  |  |  |  |  |  |  |  |  |  |  |  |  |  |  |  |
|                  |                  |                  |                  |                    |                  |                  |                  |                                  |                        |                        |                        |                        |                        |                     |                     |                      |                      |                      |                      |                      |                      |                      |                      |                      |                      |  |  |  |  |  |  |  |  |  |  |  |  |  |  |  |  |  |  |
|                  |                  |                  |                  |                    |                  |                  |                  | al-Muizz (953–975)               |                        |                        |                        |                        |                        |                     |                     |                      |                      |                      |                      |                      |                      |                      |                      |                      |                      |  |  |  |  |  |  |  |  |  |  |  |  |  |  |  |  |  |  |
|                  |                  |                  |                  |                    |                  |                  |                  |                                  |                        |                        |                        |                        |                        |                     |                     |                      |                      |                      |                      |                      |                      |                      |                      |                      |                      |  |  |  |  |  |  |  |  |  |  |  |  |  |  |  |  |  |  |
|                  |                  |                  |                  |                    |                  |                  |                  | al-Aziz (975–995)                |                        |                        |                        |                        |                        |                     |                     |                      |                      |                      |                      |                      |                      |                      |                      |                      |                      |  |  |  |  |  |  |  |  |  |  |  |  |  |  |  |  |  |  |
|                  |                  |                  |                  |                    |                  |                  |                  |                                  |                        |                        |                        |                        |                        |                     |                     |                      |                      |                      |                      |                      |                      |                      |                      |                      |                      |  |  |  |  |  |  |  |  |  |  |  |  |  |  |  |  |  |  |
|                  |                  |                  |                  |                    |                  |                  |                  | al-Hakim (995–1021)              |                        |                        |                        |                        |                        |                     |                     |                      |                      |                      |                      |                      |                      |                      |                      |                      |                      |  |  |  |  |  |  |  |  |  |  |  |  |  |  |  |  |  |  |
|                  |                  |                  |                  |                    |                  |                  |                  |                                  |                        |                        |                        |                        |                        |                     |                     |                      |                      |                      |                      |                      |                      |                      |                      |                      |                      |  |  |  |  |  |  |  |  |  |  |  |  |  |  |  |  |  |  |
|                  |                  |                  |                  |                    |                  |                  |                  | az-Zahir (1021–1036)             |                        |                        |                        |                        |                        |                     |                     |                      |                      |                      |                      |                      |                      |                      |                      |                      |                      |  |  |  |  |  |  |  |  |  |  |  |  |  |  |  |  |  |  |
|                  |                  |                  |                  |                    |                  |                  |                  |                                  |                        |                        |                        |                        |                        |                     |                     |                      |                      |                      |                      |                      |                      |                      |                      |                      |                      |  |  |  |  |  |  |  |  |  |  |  |  |  |  |  |  |  |  |
|                  |                  |                  |                  |                    |                  |                  |                  | al-Mustansir (1036–1094)         |                        |                        |                        |                        |                        |                     |                     |                      |                      |                      |                      |                      |                      |                      |                      |                      |                      |  |  |  |  |  |  |  |  |  |  |  |  |  |  |  |  |  |  |
|                  |                  |                  |                  |                    |                  |                  |                  |                                  |                        |                        |                        |                        |                        |                     |                     |                      |                      |                      |                      |                      |                      |                      |                      |                      |                      |  |  |  |  |  |  |  |  |  |  |  |  |  |  |  |  |  |  |
|                  |                  |                  |                  |                    |                  |                  |                  |                                  |                        |                        |                        |                        |                        |                     |                     |                      |                      |                      |                      |                      |                      |                      |                      |                      |                      |  |  |  |  |  |  |  |  |  |  |  |  |  |  |  |  |  |  |
| Nizar gest. 1095 | Nizar gest. 1095 | Nizar gest. 1095 | Nizar gest. 1095 | Nizar gest. 1095   | Nizar gest. 1095 |                  |                  | al-Mustali (1094–1101)           | al-Mustali (1094–1101) | al-Mustali (1094–1101) | al-Mustali (1094–1101) | al-Mustali (1094–1101) | al-Mustali (1094–1101) |                     |                     | Muhammad             | Muhammad             | Muhammad             | Muhammad             | Muhammad             | Muhammad             |                      |                      |                      |                      |  |  |  |  |  |  |  |  |  |  |  |  |  |  |  |  |  |  |
| Nizar gest. 1095 | Nizar gest. 1095 | Nizar gest. 1095 | Nizar gest. 1095 | Nizar gest. 1095   | Nizar gest. 1095 |                  |                  | al-Mustali (1094–1101)           | al-Mustali (1094–1101) | al-Mustali (1094–1101) | al-Mustali (1094–1101) | al-Mustali (1094–1101) | al-Mustali (1094–1101) |                     |                     | Muhammad             | Muhammad             | Muhammad             | Muhammad             | Muhammad             | Muhammad             |                      |                      |                      |                      |  |  |  |  |  |  |  |  |  |  |  |  |  |  |  |  |  |  |
|                  |                  |                  |                  |                    |                  |                  |                  | al-Amir (1101–1130)              | al-Amir (1101–1130)    | al-Amir (1101–1130)    | al-Amir (1101–1130)    | al-Amir (1101–1130)    | al-Amir (1101–1130)    |                     |                     | al-Hafiz (1130–1149) | al-Hafiz (1130–1149) | al-Hafiz (1130–1149) | al-Hafiz (1130–1149) | al-Hafiz (1130–1149) | al-Hafiz (1130–1149) |                      |                      |                      |                      |  |  |  |  |  |  |  |  |  |  |  |  |  |  |  |  |  |  |
|                  |                  |                  |                  |                    |                  |                  |                  | al-Amir (1101–1130)              | al-Amir (1101–1130)    | al-Amir (1101–1130)    | al-Amir (1101–1130)    | al-Amir (1101–1130)    | al-Amir (1101–1130)    |                     |                     | al-Hafiz (1130–1149) | al-Hafiz (1130–1149) | al-Hafiz (1130–1149) | al-Hafiz (1130–1149) | al-Hafiz (1130–1149) | al-Hafiz (1130–1149) |                      |                      |                      |                      |  |  |  |  |  |  |  |  |  |  |  |  |  |  |  |  |  |  |
|                  |                  |                  |                  |                    |                  |                  |                  |                                  |                        |                        |                        |                        |                        |                     |                     |                      |                      |                      |                      |                      |                      |                      |                      |                      |                      |  |  |  |  |  |  |  |  |  |  |  |  |  |  |  |  |  |  |
|                  |                  |                  |                  |                    |                  |                  |                  |                                  |                        |                        |                        | Yusuf gest. 1154       | Yusuf gest. 1154       | Yusuf gest. 1154    | Yusuf gest. 1154    | Yusuf gest. 1154     | Yusuf gest. 1154     |                      |                      | az-Zafir (1149–1154) | az-Zafir (1149–1154) | az-Zafir (1149–1154) | az-Zafir (1149–1154) | az-Zafir (1149–1154) | az-Zafir (1149–1154) |  |  |  |  |  |  |  |  |  |  |  |  |  |  |  |  |  |  |
|                  |                  |                  |                  |                    |                  |                  |                  |                                  |                        |                        |                        | Yusuf gest. 1154       | Yusuf gest. 1154       | Yusuf gest. 1154    | Yusuf gest. 1154    | Yusuf gest. 1154     | Yusuf gest. 1154     |                      |                      | az-Zafir (1149–1154) | az-Zafir (1149–1154) | az-Zafir (1149–1154) | az-Zafir (1149–1154) | az-Zafir (1149–1154) | az-Zafir (1149–1154) |  |  |  |  |  |  |  |  |  |  |  |  |  |  |  |  |  |  |
|                  |                  |                  |                  |                    |                  |                  |                  |                                  |                        |                        |                        | al-Adid (1160–1171)    | al-Adid (1160–1171)    | al-Adid (1160–1171) | al-Adid (1160–1171) | al-Adid (1160–1171)  | al-Adid (1160–1171)  |                      |                      | al-Faiz (1154–1160)  | al-Faiz (1154–1160)  | al-Faiz (1154–1160)  | al-Faiz (1154–1160)  | al-Faiz (1154–1160)  | al-Faiz (1154–1160)  |  |  |  |  |  |  |  |  |  |  |  |  |  |  |  |  |  |  |

## Belege
1. ↑  Vgl. Halm: Das Reich des Mahdi. 1991, S. 180–194.
2. ↑  Jane Hathaway: A Tale of Two Factions: Myth, Memory, and Identity in Ottoman Egypt and Yemen. SUNY Press, 2012, ISBN 978-0-7914-8610-8, S. 97 (englisch, google.com).
3. ↑  Siegfried G. Richter: Das koptische Ägypten. Schätze im Schatten der Pharaonen. Mit Fotos von Jo Bischof. Wissenschaftliche Buchgesellschaft, Darmstadt 2019, ISBN 978-3-8053-5211-6, S. 120–121.
4. ↑  Vgl. dazu Vgl. N.J.G. Kaptein: Muḥammad's Birthday Festival. Early History in the Central Muslim Lands and Development in the Muslim West until the 10th/16th Century. Leiden u. a.: Brill 1993. S. 7–30.
5. ↑  Vgl. Jonathan Berkey: The Transmission of Knowledge in Medieval Cairo. A Social History of Islamic Education. New Jersey 1989. S. 131.
6. ↑  Vgl. Halm (1991), S. 142.
7. ↑  Vgl. Halm (2003), S. 323 f.
8. ↑  Vgl. Halm (2014), S. 35 f.